# Superammasso del Boote A
Il Superammasso del Boote A (SCl 150) è un superammasso di galassie situato nella costellazione del Boote alla distanza di 324 milioni di parsec dalla Terra (oltre 1 miliardo di anni luce).
È formato dagli ammassi di galassie Abel 1960, Abell 1972, Abell 1976, Abell 1980, Abell 1986, Abell 1988, Abell 1997, Abell 2001, Abell 2006, Abell 2017 e Abell 2036.